# George William Alexander
George William Alexander, född 1802 i London, död 1890, var en engelsk finansman och filantrop. Han blev 1839 den förste kassören i British and Foreign Anti-Slavery Society. Det sades om honom av en amerikansk politiker, att han "spenderat mer än en amerikansk förmögenhet på att stödja antislaverirörelsen sak".

## Biografi
Alexander föddes i London och fadern dog då han var fjorton år. Därefter fick han själv arbeta för att bekosta sin utbildning och för att stödja sin mor Ann, som nu ledde familjeföretaget.
Sällskapet för slavhandelns avskaffande (The Society for the Abolition of the Slave Trade) hade i huvudsak kväkare som medlemmar och hade grundats på 1700-talet av Thomas Clarkson. Handeln med slavar förbjöds i det brittiska imperiet 1807 men först i augusti 1833 antogs lagen om slaveriets avskaffande. Därigenom blev omkring 800 000 slavar i det brittiska imperiet fria.
Men behovet av ett sällskap fanns kvar, eftersom slaveriet fortfarande var vanligt i välden. Därför bildades 1839 The British and Foreign Anti-Slavery Society. Dess första åtgärd var att sammankalla en världsomfattande anti-slaverikonferens 1840. Den samlades i London fredagen den 12 juni. Deltagarna återges på en målning av Benjamin Robert Haydon. 

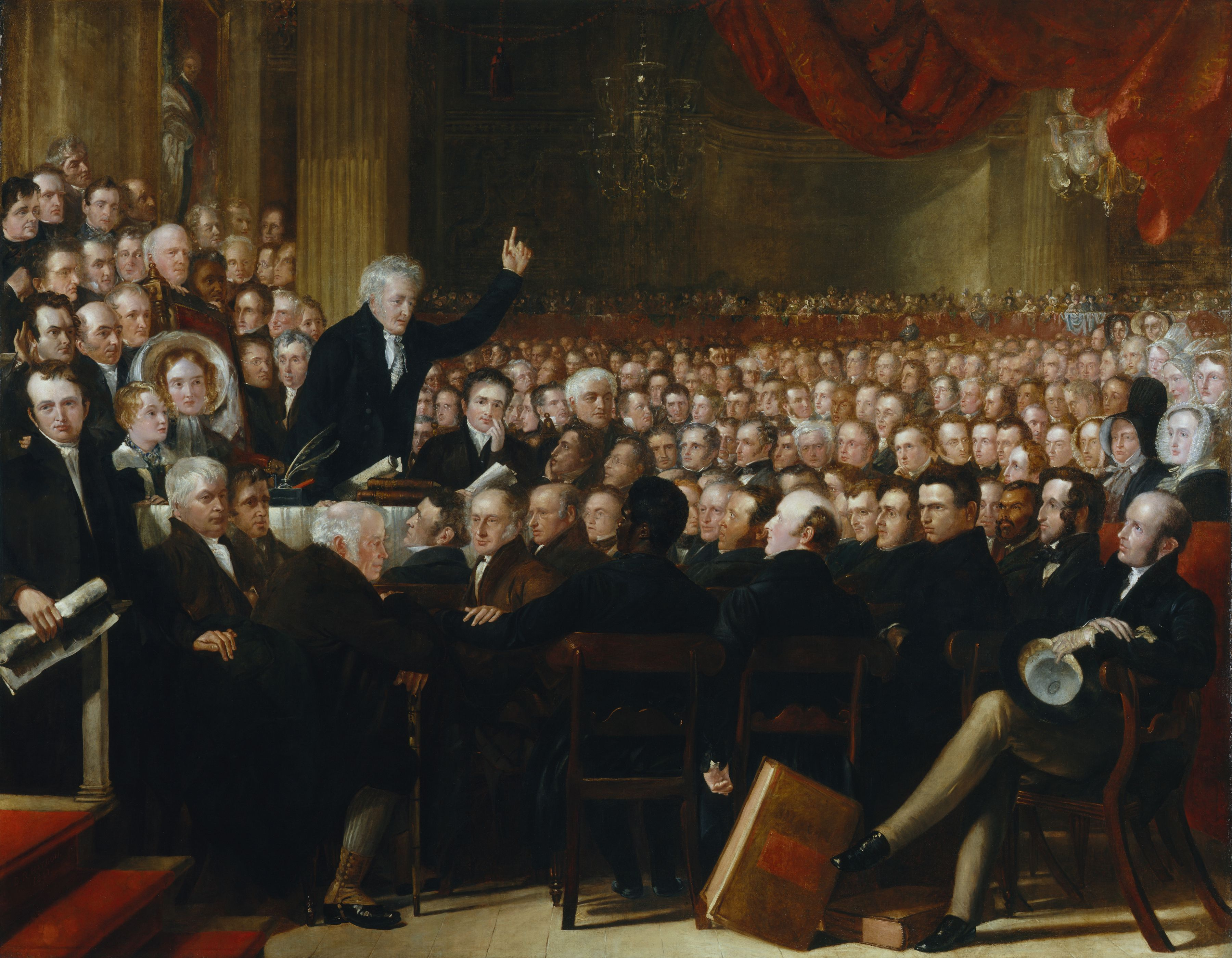
Anti-Slavery Society Convention 1840 med Alexander stående längst till vänster.

Alexander rapporterade om sina resor 1839 med James Whitehorn, till Sverige och Nederländerna, där han bland annat  diskuterat slavarnas behandling i de holländska kolonierna. Han berättade att det i Surinam fanns över 100 000 slavar med en dödlighet på 20 procent per år. Konferensen upprättade protestbrev att sändas till respektive regent.
Alexander bodde samman med andra kväkare vid Stoke Newington Church Street. Där fick han besök 1850 av Alphonse de Lamartine och 1853 av Harriet Beecher Stowe. Han reste bland annat till Spanien, Frankrike och Danmark för att påverka opinionen där. 1846 deltog han även i en annan nykterhetskonferens i London.
Stigande välstånd gjorde det möjligt för honom att renovera sitt hus, som senare kom att kallas Kennaway House. Alexanders företag är Storbritanniens äldsta lågprisvaruhus som fortfarande 1995 fanns kvar under namnet Alexanders Discount plc.